# Kerncentrale Doel
| Huidige elektriciteitsproductie in Belgische kerncentrales (Laatste update: 14 feb 2024) |         |
| Unit                                                                                     | Status  |
| Doel 2                                                                                   | 445 MW  |
| Doel 4                                                                                   | 1039 MW |
| Tihange 1                                                                                | 962 MW  |
| Tihange 3                                                                                | 1038 MW |

De kerncentrale van Doel (KCD) is een Belgisch kerncentralepark met twee kerncentrales (Doel 2 en 4) en twee productie-eenheden voor kernenergie die buiten gebruik zijn gesteld (Doel 1 en Doel 3). De kerncentrale is gelegen in de haven van Antwerpen, langs de linkeroever van de Schelde, nabij het dorpje Doel, deelgemeente van Beveren-Kruibeke-Zwijndrecht in de provincie Oost-Vlaanderen. De centrale is eigendom van het energiebedrijf Engie Electrabel, dat op zijn beurt eigendom is van de multinational Engie. EDF Luminus heeft een aandeel van 10% in de twee jongste centrales. Deze bedrijven zijn tevens eigenaar van het enige andere Belgische kerncentralepark in Tihange.
Met negen miljoen inwoners in een straal van 75 kilometer ligt de kerncentrale in het dichtstbevolkte gebied in Europa. De Federale Overheidsdienst Binnenlandse Zaken definieert een noodplanzone van 20 km rond de centrale waarin ruim 903.000 Belgische inwoners in 35 gemeenten vallen.

## Geschiedenis
De kerncentrales werden gebouwd door het publiek energiebedrijf Ebes dat in 1990 opging in Electrabel. Het ontwerp werd uitbesteed aan het Belgische ingenieursbureau Tractebel (dit maakt eveneens deel uit van Engie).
Doel 1 en Doel 2 zijn in gebruik genomen in 1975. Samen vormen ze de tweelingcentrale Doel 12. Doel 3 werd in bedrijf gesteld in 1982 en Doel 4 in 1985. Doel 1, Doel 2 en Doel 4 werden geleverd door het consortium ACECOWEN (ACEC-Cockerill-Westinghouse). Doel 3 werd geleverd door FRAMACEC (Framatome-ACEC-Cockerill).
De grondwerken van Doel 5, ook bekend als eenheid N8 (achtste centrale in België), een centrale van 1400 MW, werden in 1988 stopgezet. Dit vanwege protest van de Vlaamse meerderheidspartijen, de kernramp van Tsjernobyl (1986), de lage olie- en gasprijzen en ecologische bezorgdheden. De participatie in de Franse zustercentrale in Chooz werd echter wel verdergezet. De Franse industrie werd schadeloos gesteld voor de reeds bestelde componenten.

## Eenheden
Op de site bevinden zich vier PWR-centrales met samen een totaal vermogen van 2935  MW:
| Eenheid | Lussen | Leverancier | Kern- vermogen | Bruto- vermogen | Netto- vermogen | Start bouw | Criticaliteit | Netkoppeling | Ingebruikname | Sluiting     |
| ------- | ------ | ----------- | -------------- | --------------- | --------------- | ---------- | ------------- | ------------ | ------------- | ------------ |
| Doel 1  | 2      | ACECOWEN    | 1312 MW        | 466 MW          | 445 MW          | 01.07.1969 | 18.07.1974    | 28.08.1974   | 15.02.1975    | 14.02.2025   |
| Doel 2  | 2      | ACECOWEN    | 1312 MW        | 466 MW          | 445 MW          | 01.09.1971 | 04.08.1975    | 21.08.1975   | 01.12.1975    | Gepland 2025 |
| Doel 3  | 3      | FRAMACEC    | 3064 MW        | 1056 MW         | 1006 MW         | 01.01.1975 | 14.06.1982    | 23.06.1982   | 01.10.1982    | 23.09.2022   |
| Doel 4  | 3      | ACECOWEN    | 3000 MW        | 1090 MW         | 1039 MW         | 01.12.1978 | 31.03.1985    | 08.04.1985   | 01.07.1985    | Gepland 2035 |

De centrale van Doel stond in 2022 in voor ongeveer een kwart van de totale elektriciteitsproductie in België. Op de site met een oppervlakte van 80 hectare werken ongeveer 1000 Electrabel medewerkers en tot duizenden externe medewerkers per jaar.

## Ontwerp

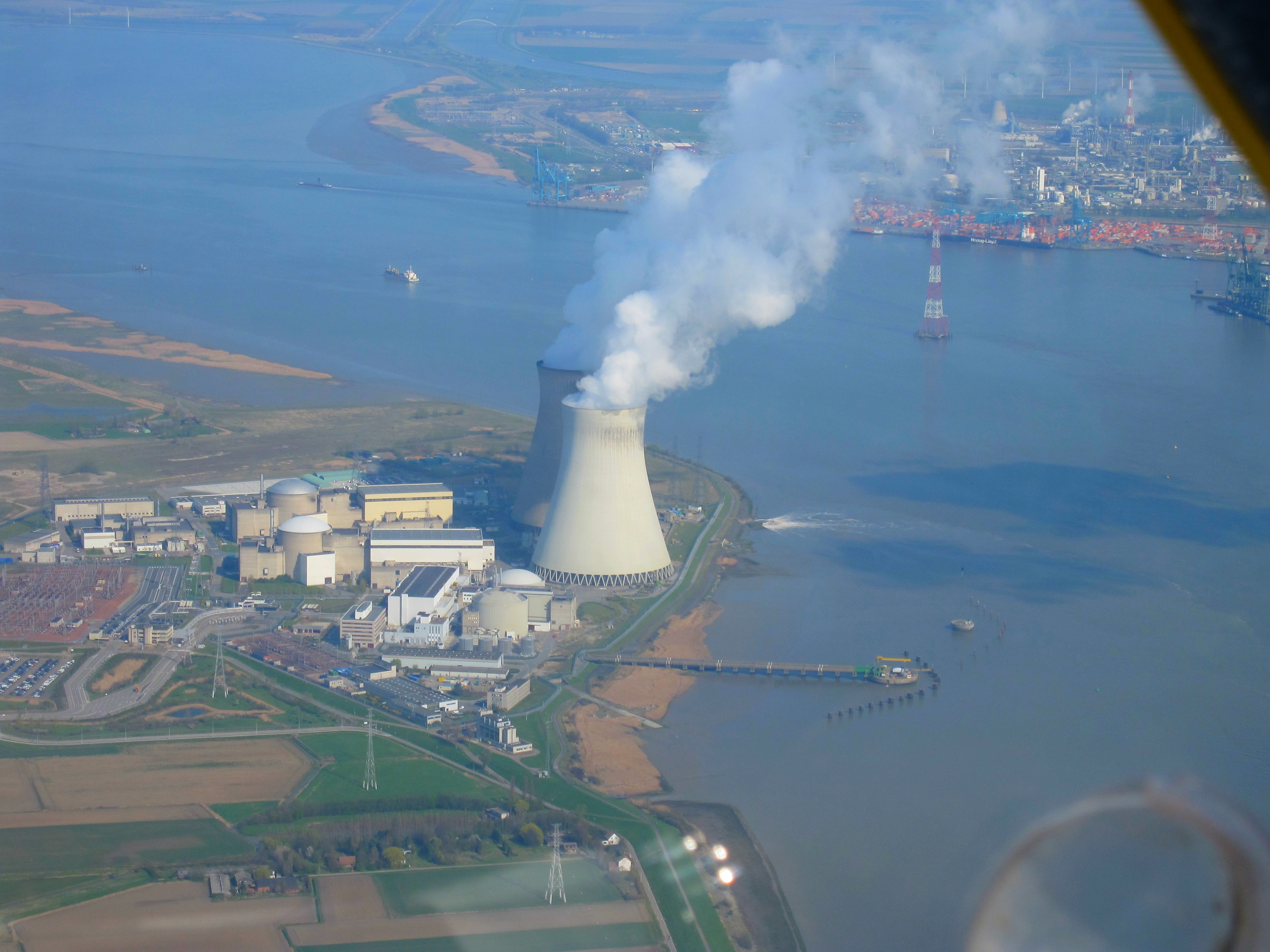
De kerncentrale, gezien vanuit het zuiden

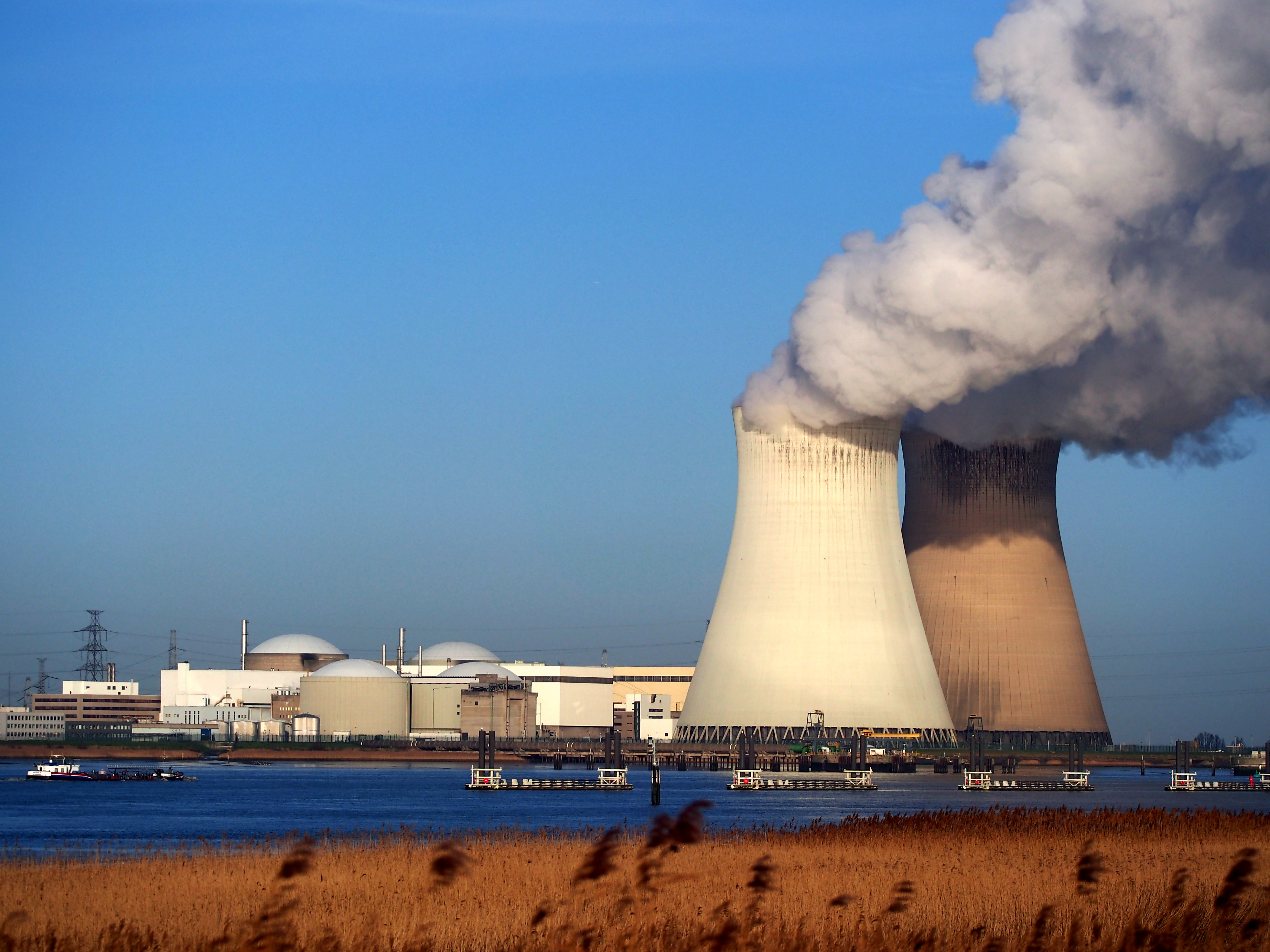
De kerncentrale, gezien vanuit het oosten

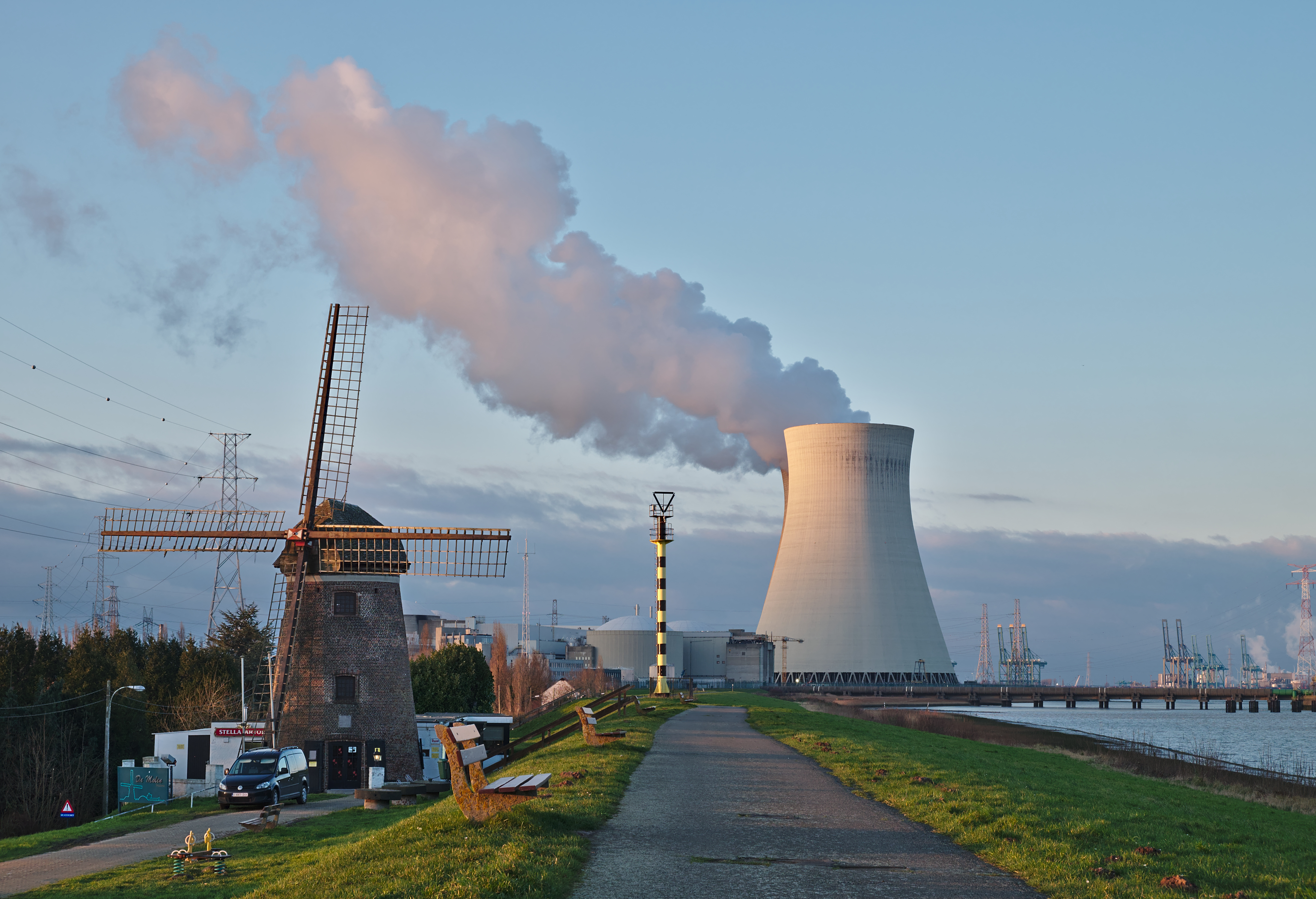
De kerncentrale, gezien vanuit Doel

Het ontwerp van elke kerncentrale wordt om de tien jaar volledig aangepast. Deze tienjaarlijkse herziening (TJH) is een verplichting opgelegd door de Belgische staat en de omgevingsvergunning. De centrale wordt dan gemoderniseerd aan de hand van de meest recente internationale standaarden.

### Meteorologische omstandigheden
Verschillende weersomstandigheden werden geanalyseerd zoals regenval, seiches, tsunami's, overstromingen, aardbevingen, wind, tornado's, bliksem, sneeuw, hagel, extreme temperaturen, cyclonen, zandstormen en waterhozen.

#### Aardbevingen
Sinds het ontwerp voor Doel 3 en Doel 4 en na de eerste tienjaarlijkse herziening voor Doel 12 zijn de kerncentrales van Doel voorzien op een aardbeving:50 zoals die in Zulzeke-Nukerke in 1938. Met een intensiteit van 5,6 op de schaal van Richter en een afstand van 75 km tot het epicentrum de zwaarste historische aardbeving voor Doel. Deze aardbeving resulteerde in horizontale grondacceleratie van 0,058 g:51 en vormde de ontwerpbasis van Doel 12. Doel 3 en Doel 4 werden ontworpen voor grondacceleraties van 0,1 g.:50 Na de kernramp van Fukushima werden ook probabilistische studies uitgevoerd door de Koninklijke Sterrenwacht van België, hieruit bleek dat een aardbeving die leidt tot een maximale versnelling aan de oppervlakte van 0,081 g op de site in Doel zich slechts eens om de 10.000 jaar voordoet.:52 Het ontwerp werd vervolgens ook geanalyseerd met grondacceleraties van 0,17 g:70 wat overeenkomt met een 100.000-jaarlijkse aardbeving.:48

#### Overstromingen
De centrale is oorspronkelijk ontworpen voor een 10.000-jaarlijkse vloed van 9,13 m ten opzichte van de Tweede Algemene Waterpassing (TAW).:90 Het hoogst gemeten peil was 8,10 m TAW op 1 februari 1953.:78 De site zelf werd bij de bouw hydraulisch opgehoogd tot 8,86 m TAW en voorzien van een zeedijk van 12,08 m TAW. De dijken rond de site zijn 11 m TAW hoog.:20 Uit waarschijnlijkheidsstudies na de Kernramp van Fukushima bleek het 10.000-jaarlijkse Scheldewaterpeil licht gestegen tot 9,35 m TAW, 22 cm hoger dan het oorspronkelijke peil.:91 De hoogst mogelijke tsunami is kleiner dan 0,5 m.:77 Tijdens de stresstest werd een dijkbreuk op de site bij een waterpeil van 10,2 m TAW geanalyseerd, door de aanwezigheid van waterkeringsschotten en sokkels in de gebouwen werden geen veiligheidsfuncties in gevaar gebracht.:98-108

### Bunker
Naast de gebruikelijke eerste-niveau-veiligheidssystemen die aanwezig zijn in de meeste kerncentrales is KCD ook voorzien van tweede-niveau-veiligheidssystemen.:30 Deze systemen kunnen de centrale autonoom veilig houden bij grote externe ongevallen zoals de val van een vliegtuig, externe explosies of verlies van het eerste niveau.:14 Het eerste niveau is uitgevoerd met een redundantie van 3x100% of 4x50%:26-29 voor alle veiligheidsfuncties. Het tweede niveau is uitgevoerd in 2x100% of 3x50%.:30-33 Het tweede niveau is ook voorzien van een volledig onafhankelijke koudebron. In het geval van Doel 12 zijn dit luchtkoelers:32 en in het geval van Doel 3 en Doel 4 zijn dit drie gemeenschappelijke koelvijvers.:33

### Dubbel omhulsel
Het ontwerp van kerncentrales voorziet meerdere, opeenvolgende barrières om het ontsnappen van splijtingsproducten in het milieu te minimaliseren. Bij een drukwaterreactor zijn dit er drie: de splijtstofhuls waarin de brandstofpallets zich bevinden, de primaire kring die de splijtstofhulzen omringt en het omhulsel waarin de primaire kring is opgebouwd. In België werd bij de bouw van de centrales een extra barrière voorzien, een zogenaamd dubbel containment. Rond het primair omhulsel dat bestaat uit een stalen bol bij Doel 1 en Doel 2 en uit voorgespannen beton bij Doel 3 en Doel 4 staat een secundair omhulsel gemaakt uit gewapend beton van 1,2 tot 1,3 m dik.:14

### Turbovoedingspomp
Iedere centrale is voorzien van minstens één hulpvoedingswaterpomp die aangedreven wordt door stoom naast de klassieke motorpompen aangedreven door elektromotoren. Deze pompen kunnen in afwezigheid van elektriciteit de centrale alsnog afkoelen tijdens een blackoutscenario zoals de kernramp van Fukushima.:147 Bij een kokendwaterreactor kan een dergelijk systeem slechts een beperkte hoeveelheid warmte afvoeren gezien de stoom radioactief is. Bij een drukwaterreactor is de stoom niet radioactief dankzij de stoomgeneratoren en de stoom kan dus gewoon afgevoerd worden via een schouw. Er zijn voldoende watervoorraden beschikbaar om de centrale gedurende tientallen dagen af te koelen.:147

## Kernafval
Licht- en middelradioactief afval, wat 99% van het volume van kernafval vertegenwoordigt, wordt op de site zelf verwerkt in het water- en afvalbehandelingsgebouw (WAB). Afval van categorie A met halfwaardetijd korter dan dertig (30) jaar worden afgevoerd naar Belgoprocess in Dessel voor oppervlakteberging.
Hoogradioactief afval, namelijk de brandstof, werd oorspronkelijk gerecycleerd tot MOX-brandstof, deze brandstof werd opnieuw gebruikt in Doel 3. In 1993 plaatste de regering een moratorium op nieuwe opwerkingscontracten om andere methodes te onderzoeken. Tot op heden is hieromtrent nog geen beslissing gevallen. In afwachting wordt de gebruikte brandstof opgeslagen in droge opslagcontainers op de site. De eindopslag van het afval wordt verder onderzocht en gedemonstreerd in een ondergronds labo 225 m onder de grond in de Boomse kleilaag. Ook transmutatie van het afval wordt onderzocht met het MYRRHA-project.
In oktober 2013 trok NIRAS de vergunning om twee soorten afval, namelijk concentraten en harsen, te conditioneren in. Dit nadat schuimvorming op enkele vaten was aangetroffen door een alkali-silicareactie die zich kan voordoen bij bepaalde mengsels. Ondertussen is de procedure gestart om het procedé dat gebruikt wordt in Tihange ook te vergunnen in Doel. Dit proces kan twee jaar in beslag nemen, in de tussentijd wordt er geen afval meer afgevoerd naar Dessel.

## Kernuitstap
Onder de regering-Verhofstadt I werd de gebruiksduur van de kerncentrales door de Wet op de kernuitstap vastgelegd op 40 jaar.
Op 4 juli 2012 besloot de regering-Di Rupo Tihange 1 tien jaar langer open te houden dan oorspronkelijk voorzien en Doel 1 en Doel 2 in 2015 te sluiten zoals voorzien in de wet van 2003. De volgende regering-Michel I besliste Doel 1 en Doel 2 alsnog 10 jaar langer open te houden. Doel 1 en Doel 2 kunnen zo tot 2025 in bedrijf blijven. Daarvoor zijn forse investeringen nodig die pas in 2018 en 2019 uitgevoerd worden. Op 15 februari 2015 werd Doel 1 stilgelegd, zoals de wet op de kernuitstap van 2013 dit voorziet.
In november 2015 sloot Electrabel een overeenkomst met de Belgische regering om Doel 12 de komende 10 jaar verder te exploiteren en zo de energiebevoorrading op lange termijn te garanderen. Electrabel zal aan de Staat een zogenaamde nucleaire rente betalen. In 2015 is dit zo’n 200 miljoen euro en 130 miljoen euro in 2016. In de daaropvolgende drie jaar betaalt Electrabel minstens 150 miljoen euro per jaar. Voor de jaren 2020 tot 2026 zijn geen bedragen vastgelegd. In voorgaande jaren betaalde Electrabel rond de 400 à 500 miljoen euro per jaar, maar door de lagere elektriciteitsprijzen zijn ook de opbrengsten gedaald. Engie zal alle juridische procedures die zijn opgestart staken en zal in de komende 10 jaar ook 4,3 miljard euro investeren in België. Eerder werd al bekendgemaakt dat Electrabel 700 miljoen euro zal investeren in Doel 12. Op 30 december 2015 werd Doel 1 opnieuw gekoppeld aan het net, na een stilstand van 10 maanden. Op 23 september 2022 werd Doel 3 definitief stilgelegd.

## Incidenten

### INES
In de kerncentrale van Doel werd in 2011 één incident van niveau 2 op de INES-schaal veroorzaakt. Een van de drie voedingswaterpompen van het eerste niveau bleek in bepaalde omstandigheden te weinig debiet te leveren. Zowel de twee andere voedingswaterpompen van het eerste niveau als de drie noodvoedingswaterpompen van het tweede niveau waren beschikbaar. Het voorval werd geclassificeerd als INES-2 omdat de uitbater iets te lang wachtte om het voorval te melden. Alle andere incidenten werden geclassificeerd volgens niveau 1, een anomalie.
| Niveau | 1995 | 96 | 97 | 98 | 99 | 2000 | 01 | 02 | 03 | 04 | 05 | 06 | 07 | 08 | 09 | 2010 | 11 | 12 | 13 | 14 | 15 | 16 | 17 | 18 | 19 | 2020 | 21 | 22 | 23 |
| ------ | ---- | -- | -- | -- | -- | ---- | -- | -- | -- | -- | -- | -- | -- | -- | -- | ---- | -- | -- | -- | -- | -- | -- | -- | -- | -- | ---- | -- | -- | -- |
| INES 1 | 4    | 5  | 3  | 6  | 1  | 3    | 2  | 3  | 3  | 3  | 5  | ?  | 3  | 3  | 7  | 9    | 4  | 2  | 5  | 3  | 1  | 3  | 1  | 5  | 1  | 0    | 2  | 0  | 1  |
| INES 2 | 0    | 0  | 0  | 0  | 0  | 0    | 0  | 0  | 0  | 0  | 0  | ?  | 0  | 0  | 0  | 0    | 1  | 0  | 0  | 0  | 0  | 0  | 0  | 0  | 0  | 0    | 0  | 0  | 0  |

### Waterstofinsluitsels ("Scheurtjes") Doel 3
Tijdens een periodieke onderhoudsbeurt van Doel 3 in juni 2012 toonden metingen laminaire indicaties aan van mogelijke defecten in een ring van het reactorvat, dat door de Rotterdamsche Droogdok Maatschappij geleverd werd. Het FANC gaf aan dit incident een voorlopige INES-1-classificatie (onregelmatigheid). Na analyses en raadpleging van diverse experten ter zake, heeft het FANC in januari 2013 bijkomende testen gevraagd aan de operator voor het vervolledigen van het heropstartdossier van de reactor. De bekleding van de reactorwand van Doel 3 bleek intact, maar in de onderliggende reactorwand van zowel Doel 3 als Tihange 2 waren gelijkaardige foutindicaties aanwezig. De resultaten van de bijkomende testen bevestigden dat de foutindicaties ontstaan zijn door insluiting van waterstofgas in het metaal tijdens de productie van de reactorkuip.
Na internationaal onderzoek en analyse van alle uitgevoerde testen gaf het FANC op 17 mei 2013 een positief advies voor de heropstart van Doel 3. Op 3 juni 2013 werd Doel 3 weer verbonden met het Belgische net.
Aan de heropstart was een actieplan verbonden, waaronder een controle naar de materiaaleigenschappen van bestraalde monsters gelijkaardig aan deze van de reactorvaten. Eind maart 2014 bleken de resultaten van een van deze controles af te wijken van wat door experts verwacht werd. Electrabel schakelde Doel 3 en Tihange 2 daarom conform de regels van nucleaire veiligheid uit op 26 maart 2014 tot de afwijkende resultaten van de controles verklaard zijn. De metingen die de reactorvaten in 2012 hebben ondergaan, werden in 2014 geherkwalificeerd. Uit de herinterpretatie van de metingen bleek dat er duizenden kleinere foutindicaties in de wanden van de reactorvaten meer aanwezig waren die met de oorspronkelijke methode niet gedetecteerd konden worden. Door vele kleine nabijgelegen indicaties als een grote indicatie te beschouwen zijn de waterstofvlokken in de wanden groter dan eerder gerapporteerd. Ter vergelijking is bijkomend onderzoek naar de invloed van straling op de materiaaleigenschappen van soortgelijk materiaal van Duitse herkomst uitgevoerd. Electrabel diende een rechtvaardigingsdossier in bij het FANC om toestemming te kunnen krijgen beide kerncentrales weer op te starten. De analyse van dit dossier, met hulp van Amerikaanse experts, nam enkele maanden in beslag. Op 17 november 2015 gaf het FANC goedkeuring dat Doel 3 en Tihange 2 mogen herstarten. Uit latere jaarlijkse analyses van het vat blijkt dat er geen evolutie is van de waterstofvlokken.

### Sabotage Doel 4
Op 5 augustus 2014 werd de reactor van Doel 4 automatisch stilgelegd vanwege een storing ter hoogte van de stoomturbine in het niet-nucleaire gedeelte van de kerncentrale. Deze storing was te wijten aan een gebrek aan smeerolie. Bij nader onderzoek bleek dat het oliereservoir van de stoomturbine was leeggelopen doordat iemand de kraan van de evacuatieleiding, die de smeerolie in geval van brand snel afleidt naar een noodreservoir, had opengezet. Aangezien er sterke aanwijzingen waren dat de kraan bewust was opengedraaid, zonder dat daartoe de instructie was gegeven, rees al snel het vermoeden dat het om kwaad opzet ging. Electrabel diende een klacht met burgerlijke partijstelling in tegen onbekenden en het federaal parket opende een gerechtelijk onderzoek. Wegens herstellingen aan de hogedrukturbine is Doel 4 buiten dienst geweest tot deze op 19 december 2014 weer werd opgestart.
Om dergelijke incidenten in de toekomst te voorkomen legde het FANC enkele maatregelen op. Er werden onder meer extra camera's geplaatst op strategische plaatsen, het toegangssysteem werd aangepast en het four-eyesprincipe werd uitgebreid. Dit principe verzekert dat werknemers bepaalde zones enkel mogen betreden met collega's. Dertig werknemers waarvan de betrokkenheid niet uitgesloten kon worden werden op non-actief geplaatst.
Eind december 2016 vroeg de beheerder van de centrale de justitie in Brussel om te blijven zoeken naar de saboteur van de turbine, om er zeker van te zijn dat alle beschikbare informatie gebruikt kon worden. De reparatie van de turbine had toen al meer dan 100 miljoen euro gekost.
In 2024 schreef BBL-klimaatexpert en energiedeskundige Alex Polfliet in zijn boek De sabotage van Doel 4 dat de turbine van Doel 4 in 2014 waarschijnlijk het doelwit was van sabotage door een mol van de jihadistische terreurorganisatie Islamitische Staat. Volgens Polfliet waren er van de 56 personeelsleden die op die bewuste dag aanwezig waren op de nucleaire site, slechts een zestal personen die werkten in en toegang hadden tot de turbinehal. Bovendien waren er in de weken voor 5 augustus al twee andere pogingen tot sabotage geweest. Niettegenstaande er bezwaren waren tegen bepaalde personen, werd het dossier begin 2022 afgesloten zonder strafrechtelijke vervolging. Volgens het federale parket omdat het onvoldoende bewijs had om de dader(s) te kunnen identificeren. Volgens de auteur is er echter sprake van "ofwel een gerechtelijke blunder ofwel een doofpotoperatie". De auteur wijst er ook op dat er in de weken voor het incident twee medewerkers van Doel 4 richting Syrië afzakten om er te vechten in dienst van IS. In 2014 en 2015 werden er nog eens 68 medewerkers ontslagen vanwege "het vertonen van tekenen van islamitische radicalisering", stelde uitbater Engie indertijd.

## Andere

### Transmissie
Op de site van Doel zijn twee hoogspanningsposten aanwezig. Vanuit de 150 kV-post vertrekken twee lijnen naar Zandvliet en Kallo. Vanuit de 380 kV-post vertrekken drie lijnen naar Avelgem, Mercator (Kruibeke) en Zandvliet. De posten worden beheerd door netbeheerder Elia.
Midden de Schelde staat een van de hoogste elektriciteitsmasten in Europa, deze mast is 170 m hoog en gebouwd op een caisson. Deze mast maakt deel uit van een 380 kV-hoogspanningslijn tussen Doel en Zandvliet.

### Koeltorens
Met een hoogte van ongeveer 170 meter vormen twee koeltorens het meest markante punt in de haven van Antwerpen en zijn in de verre omgeving te zien. De kerncentrale van Doel staat op slechts enkele kilometers van de Nederlandse grens en is daardoor goed te zien in grote delen van Zeeland en westelijk Noord-Brabant. De bedoeling van de koeltorens bestaat erin om de afgewerkte stoom van de stoomturbines te condenseren zonder het Scheldewater te veel op te warmen. Aan een van de koeltorens is een nestkast bevestigd, waarin sinds 1995 jaarlijks een koppel slechtvalken komt broeden.

### Bewaking
Op 4 maart 2016 werd beslist dat 140 militairen de nucleaire sites in België zouden bewaken op kosten van Electrabel. Eind 2015 was reeds beslist dat een speciaal opgeleid korps binnen de federale politie de nucleaire sites zou bewaken.
Na de aanslagen in Brussel op 22 maart 2016 werden de kerncentrales in Doel en Tihange ontruimd, dit is een standaardprocedure bij een nationaal dreigingsniveau van 4. De centrales bleven verder draaien op minimumbezetting.